# Erechtheion

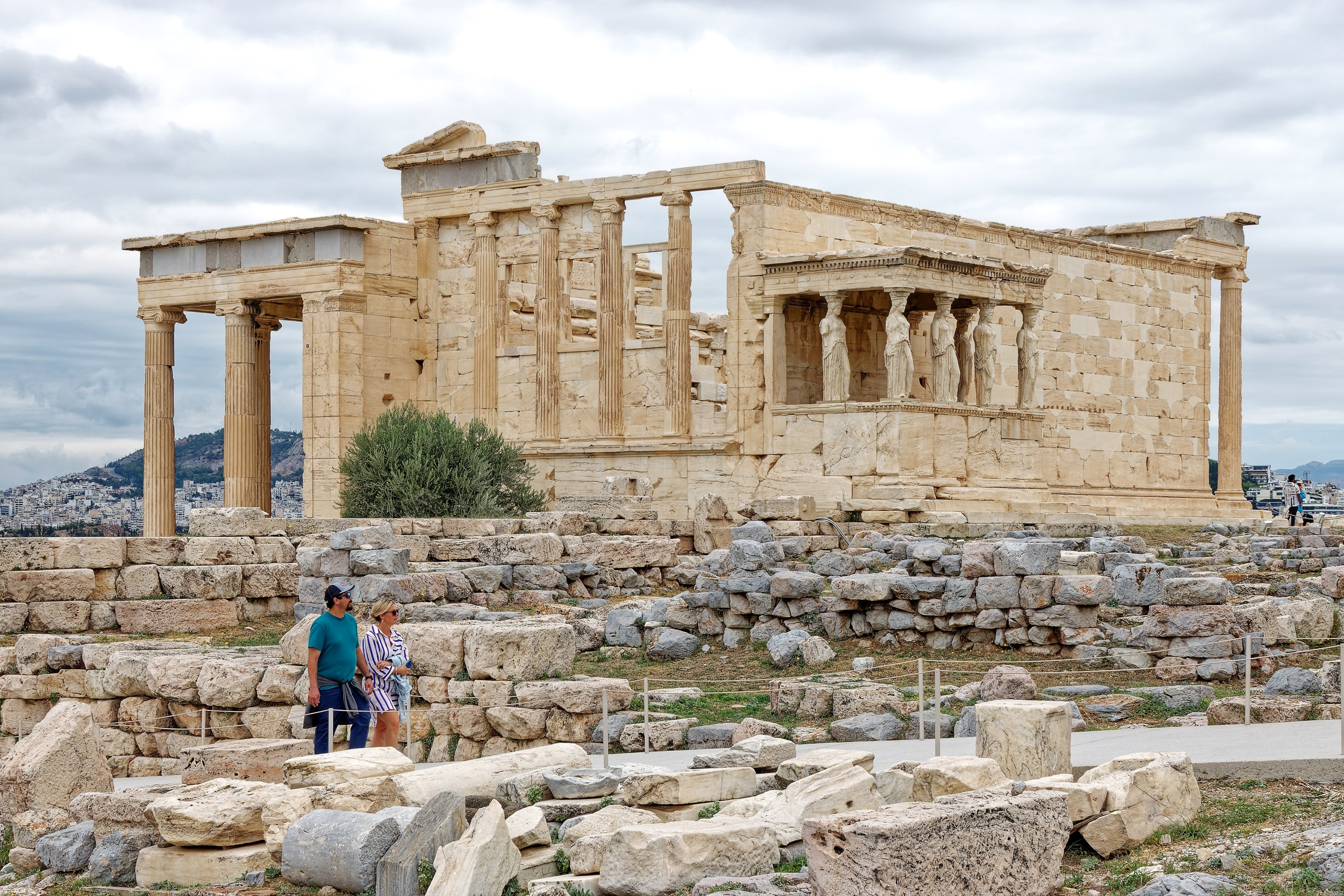
Erechtheion von Südwesten

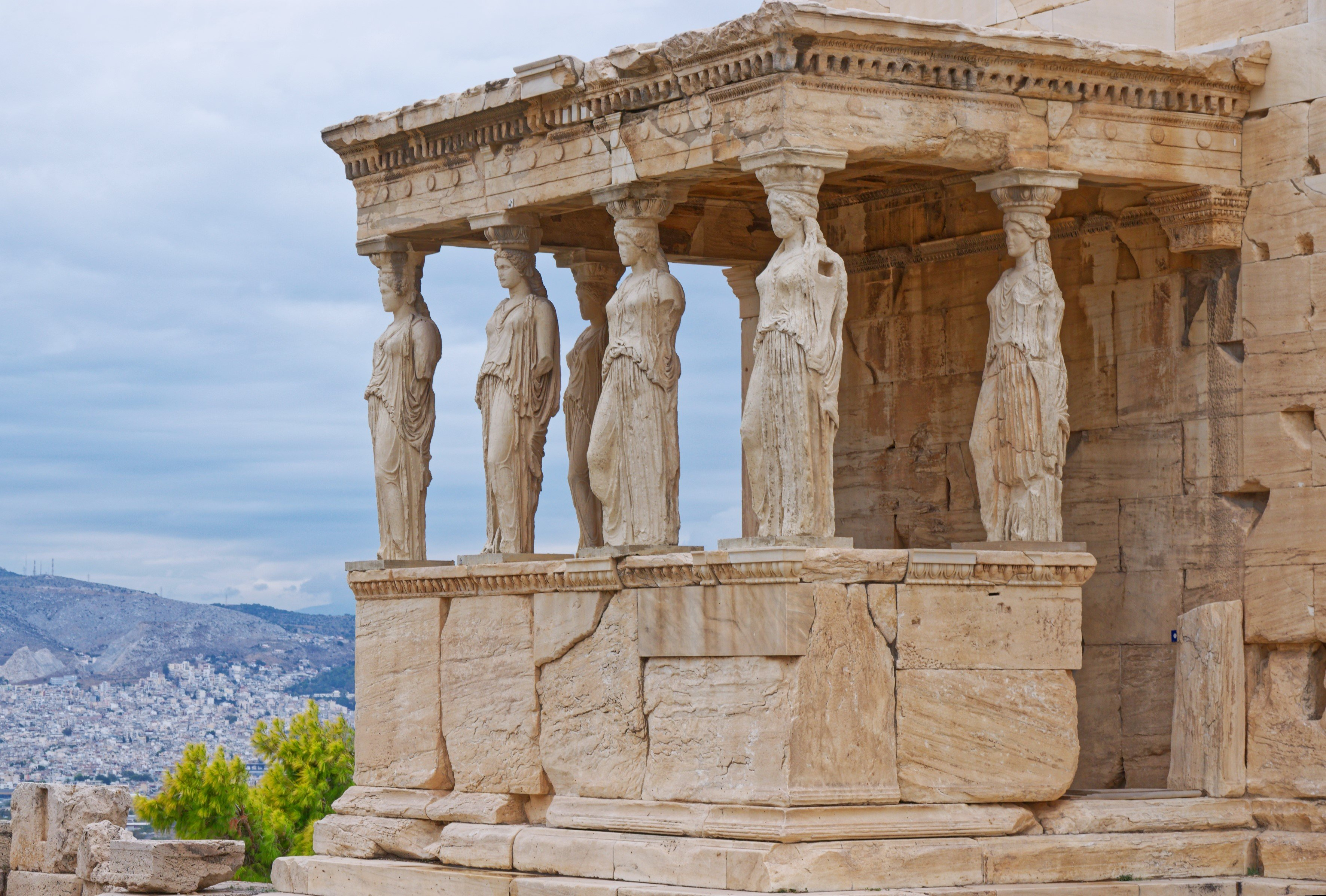
Die Karyatiden

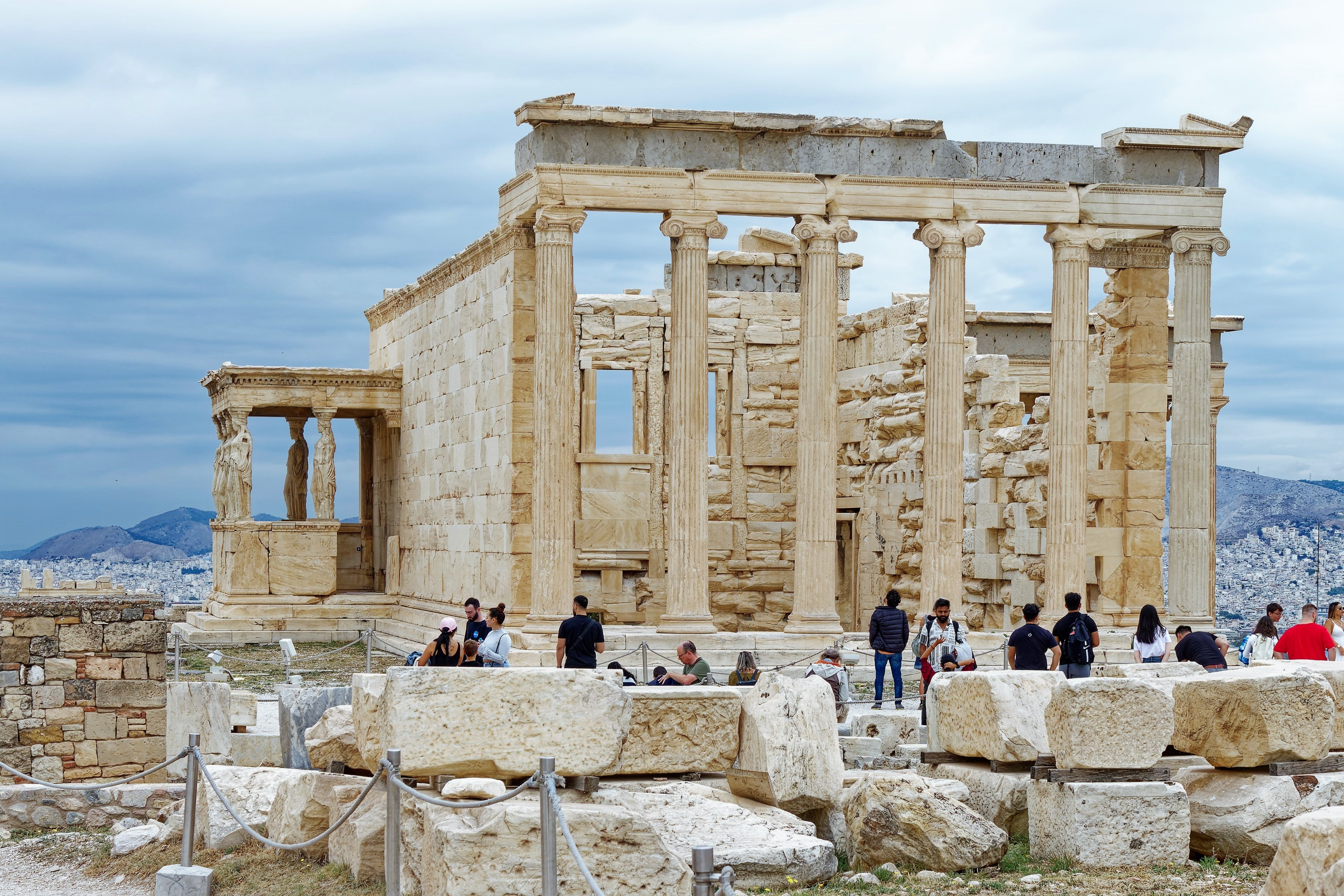
Erechtheion von Südost

Grundriss des Erechtheions

Das Erechtheion ist ein Tempel im ionischen Baustil auf der Akropolis in Athen, der etwa zwischen 420 und 406 v. Chr. erbaut wurde.
Die Konzeption geht vielleicht auf Perikles zurück, der aber zu Baubeginn bereits verstorben war. Als Baumeister des Tempels gelten die Architekten (Phi)lokles von Acharnai und Archilochos von Agryle, unter deren Aufsicht der Tempel um 406 v. Chr. vollendet wurde.
Das Erechtheion steht dort, wo ursprünglich der Palast des mythischen Königs Erichthonios (Erechtheus I.) gewesen sein soll. Der Tempel fasste in einer komplexen architektonischen Gestalt mehrere alte Kulte für insgesamt 13 Gottheiten und Heroen zusammen. So enthielt er das ξόανον (Xóanon), das hölzerne, angeblich vom Himmel gefallene Kultbild der Stadtgöttin Athene, das jährlich am Fest der Panathenäen neu geschmückt wurde. Ferner umfasste der Bau die Erdspalte, in der eine der Athene heilige Schlange gelebt haben soll, den heiligen Ölbaum der Göttin, die Salzwasserquelle (Ἐρεχθηὶς θάλασσα Erechthēís thálassa), die Poseidon bei einem Wettstreit mit Athene entstehen ließ, und das Grab des mythischen Königs Kekrops I.
Bekannt ist das Erechtheion vor allem durch eine Vorhalle, die anstelle von Säulen von sechs überlebensgroßen Mädchenstatuen (korai) getragen wird. Sie werden auch als Karyatiden bezeichnet (benannt nach der Stadt Karyai in Lakonien auf der Peloponnes); es ist jedoch nicht gesichert, wen sie darstellen. Die Karyatiden gehören stilistisch zum Reichen Stil.
Im Laufe seiner Geschichte wurde das Gebäude zu verschiedenen Zwecken genutzt und dabei oft die ursprüngliche Form beschädigt. Im 7. Jahrhundert wurde es in eine byzantinisch-christliche Kirche umgewandelt. Im Jahr 1463 diente es als Harem eines Offiziers der osmanischen Armee. Eine der sechs Koren wurde 1811 von Lord Elgin nach Großbritannien gebracht und befindet sich heute im British Museum. Die verbliebenen fünf wurden Ende des 20. Jahrhunderts durch Nachbildungen ersetzt, um weitere Beschädigungen durch Witterungseinflüsse zu verhindern. Die Originale sind im Akropolis-Museum ausgestellt.